# لیزا روبرتسون (بازیکن فوتبال)
لیزا روبرتسون (انگلیسی: Lisa Robertson؛ زادهٔ ۱۶ مهٔ ۱۹۹۲) بازیکن فوتبال اهل بریتانیا است.
وی همچنین در تیم‌های ملی فوتبال Scotland women's national under-17 football team, Scotland women's national under-19 football team، و زنان اسکاتلند بازی کرده‌است.